# Сочевиця чорнувата
Сочевиця чорнувата (Lens nigricans) — вид рослин родини бобові (Fabaceae), поширений на півдні Європи, в Північній Африці, Західній Азії.

## Опис
Однорічна рослина 15–30 см. Прилистки з 2–3 зубцями. Боби голі. Період цвітіння: квітень — травень. Насіння ± сферичне, 4–4.4 × 3.8–4.2 мм, гладке, тьмяне чи злегка блискуче, чорне. Трава запушена. Стебло гіллясте біля основи. Суцвіття з (1)2(3) квіток. Синюватий віночок з білуватим кілем. Боби 10–12 × 4.5–5.5 мм, голі. 2n = 14.

## Поширення
Поширений у північно-західній Африці, у південній частині Європи від Португалії до Криму, у Західній Азії.
В Україні вид зростає на кам'янистих схилах, у чагарниках — у Криму в передгір'ї і на південному макросхилі.

## Використання
Їстівний для диких та одомашнених тварин.

## Загрози
Це відносно фрагментований вид, що трапляється в кількох різних місцях проживання, для яких, як видається, немає великої загрози, а його популяції, здається, є стабільними. Випас, урбанізація та зміни у використанні земель є загрозою для цього виду.